# Tae (Same)
Tae ist ein Verwaltungsbezirk (Ward) des Distrikts Same in der tansanischen Region Kilimandscharo.

## Geografie
Tae liegt im Nordosten von Tansania im Südlichen Pare-Gebirge etwa 130 Kilometer Luftlinie südsüdöstlich der Regionshauptstadt Moshi. Der Bezirk grenzt im Norden an Chome, im Osten an Bwambo, im Süden an Suji und im Westen an Makanya. Bei der Volkszählung 2022 lebten 3935 Menschen in 884 Haushalten auf einer Fläche von 25,9 Quadratkilometern.

## Gliederung
Der Bezirk besteht aus drei Gemeinden (Mtaa) mit elf Orten (Kitongoji):
| Tae - Shighati - Mshewa - Mahande - Ngara - Gombelesa | Heikont - Kindi - Kareti - Heikont | Rikweni - Mpare - Mnazi - Hemhunga |

## Wirtschaft und Infrastruktur
- Bildung: Die Tae Secondary School ist eine staatliche weiterführende Schule. Im Jahr 2023 wurden rund 150 Burschen und Mädchen von der 1. bis zur 4. Stufe unterrichtet.[8]
- Gesundheit: Im Bezirk befindet sich seit 1985 eine staatliche Apotheke.[9]